# Danh sách công ty liên can đến cuộc chiến tại Gaza
Danh sách sau đây liệt kê các công ty – tập đoàn có liên can đến việc cung cấp vũ khí, công nghệ và hỗ trợ hậu cần cho Israel trong cuộc chiến tại Gaza.

## Danh sách
| Công ty                     | Quốc gia   | Hoạt động |
| --------------------------- | ---------- | --- |
| Allianz                     | Đức        | Công ty con của Allianz, PIMCO, đã mua 1 tỷ đô-la trái phiếu của chính phủ Israel kể từ cuộc tấn công ngày 7 tháng 10. Một báo cáo của chuyên gia LHQ vào tháng 6 năm 2025 cáo buộc Allianz đã hỗ trợ "cuộc diệt chủng" thông qua các khoản đầu tư của mình. |
| Amazon                      | Hoa Kỳ     | Amazon cung cấp dịch vụ điện toán đám mây AWS cho quân đội Israel thông qua Project Nimbus. Máy chủ Amazon lưu trữ dữ liệu tình báo giám sát nhân dân Gaza và được dùng để cung cấp thông tin cho các cuộc không kích sát hại thường dân. Theo phóng sự điều tra của +972 Magazine, dữ liệu tình báo lưu trữ trên AWS "trong nhiều trường hợp được dùng để tạo 'thông tin bổ sung' trước các đợt không kích nhắm vào các phần tử quân sự, một số có lẽ giết cả dân thường." Thông tin này "thậm chí góp phần xác nhận các cuộc oanh kích ám sát bằng đường không ở Gaza — những cuộc không kích mà có lẽ cũng giết và làm bị thương thường dân Gaza." |
| BAE Systems                 | Anh Quốc   | BAE Systems sản xuất ít nhất 15% linh kiện cho chiến đấu cơ F-35I thuộc sở hữu của Không quân Israel. BAE cũng sản xuất các hệ thống phóng tên lửa điện tử và nhiều linh kiện máy cho các chiến đấu cơ F-15, F-16 và F-35 được Israel sử dụng trong hầu hết các phi vụ không kích. |
| Barclays                    | Anh Quốc   | Theo một báo cáo năm 2024 của War on Want, Barclays đã nâng tầm đáng kể khoản ủng hộ tài chính cho các công ty cung cấp vũ khí và công nghệ quân sự cho Israel. Ngân hàng này nắm giữ hơn 2 tỷ Euro cổ phần, đồng thời cung cấp 6,1 tỷ Euro vay vốn và bao tiêu, cho 9 công ty như thế. Thêm vào đó, báo cáo còn trích dẫn một nghiên cứu từ năm 2023 cho thấy Barclays là chủ thể châu Âu hưởng lợi lớn thứ 6 tại các khu định cư do Israel chiếm đóng bất hợp pháp tại Bờ Tây. |
| Boeing                      | Hoa Kỳ     | Boeing hối thúc bàn giao các bộ kit Joint Direct Attack Munition (JDAM) cho Israel sau cuộc tấn công ngày 7 tháng 10. Israel sử dụng bom GBU-39 do Boeing sản xuất trong chuỗi các cuộc oanh kích vào trại tị nạn Rafah, trường Al-Sardi, trường Al-Tabaeen, và trường Fahmi al-Jarjawi. |
| Boston Consulting Group     | Hoa Kỳ     | Boston Consulting Group giúp đỡ thiết kế và điều hành mô hình kinh doanh của Quỹ Nhân đạo Gaza. Họ đồng thời phát triển mô hình tái thiết hậu chiến cho Gaza, bao gồm việc tính toán chi phí để chu cấp 'các gói di dời' trị giá ước tính 9.000 đô-la/người để loại bỏ cư dân Palestine khỏi Dải Gaza. |
| Chevron                     | Hoa Kỳ     | Chevron là tập đoàn lớn trong việc khai thác khí tự nhiên tại miền đông Địa Trung Hải, bao gồm các mỏ Leviathan và Tamar gần bờ biển của Israel. Công ty này trực tiếp hưởng lợi từ việc Israel kiểm soát tài nguyên biển trong khu vực lãnh hải mà Palestine đã bị tước đoạt do cuộc phong tỏa đang tiếp diễn tại Gaza. |
| Day & Zimmermann            | Hoa Kỳ     | Day & Zimmermann sản xuất băng đạn M830A1 cho Quân đội Hoa Kỳ. Trong cuộc chiến tại Gaza, 14.000 băng đạn kiểu này được sang tên đổi chủ từ kho của Mỹ cho Israel. |
| DJI                         | Trung Quốc | Theo phóng sự điều tra của Al Jazeera, quân đội Israel vận dụng các thiết bị bay không người lái DJI tăng cường, nhất là mẫu Agras, để tấn công bệnh viện và nơi thường dân trú ẩn, cũng như giám sát tù binh chiến tranh Palestine bị họ dùng làm bia đỡ đạn. Lực lượng Phòng vệ Israel (IDF) sử dụng nhiều mẫu DJI như Agras, Avata và Mavic cho các mục đích khác nhau, bao gồm nhận diện và thả bom. Không giống như động thái của họ ở Ukraina, DJI vẫn chưa ngừng bán các mẫu drone của mình cho Israel. |
| Elbit Systems               | Israel     | Elbit Systems, công ty sản xuất vũ khí lớn nhất của Israel, là nhà cung cấp công nghệ vũ trang và giám sát chủ đạo cho quân đội Israel. Các thiết bị bay không người lái (Hermes và Skylark), bom MPR 500 và các hệ thống nhắm bắn mục tiêu tân tiến của hãng này đã được sử dụng rộng rãi tại Gaza, Bờ Tây và Lebanon. Với thiết kế phù hợp cho tác chiến đô thị, chúng được dùng trong cuộc không kích Habbarieh, Lebanon vào năm 2024, khiến 7 thường dân thiệt mạng, và cuộc oanh kích vào đoàn xe viện trợ của World Central Kitchen ở Gaza – những hành động mà đều bị lên án là tội ác chiến tranh. Elbit cũng đóng vai trò mấu chốt trong việc phát triển bức tường biên giới "thông minh" cho Israel. |
| FANUC                       | Nhật Bản   | Tập đoàn FANUC cung cấp rô-bốt công nghiệp cho các dây chuyền sản xuất vũ khí của Israel Aerospace Industries, Elbit Systems và Lockheed Martin. |
| General Dynamics            | Hoa Kỳ     | General Dynamics sản xuất bom Mark 84. Được biết, 14.000 quả bom loại này đã được gửi sang Israel với sự đốc thúc của Mỹ và đóng vai trò là loại bom 2.000-pound chủ đạo trong cuộc chiến tại Gaza. Bom 2.000-pound có sức công phá cực kỳ khủng khiếp và không thể được dùng trong khu vực dân cư mà không kỳ vọng sẽ gây ra thiệt hại cho thường dân. Sức nổ của nó có thể giết bất kỳ thứ gì trong bán kính 30 mét và làm vung vãi các mảnh vỡ xa tới 365 mét. Theo báo cáo, Israel có thể đã thả 500 quả bom như vậy tại miền bắc Gaza tính đến ngày 6 tháng 11 năm 2023, bao gồm một cuộc không kích chết người tại trại tị nạn Jabalia. Đến giữa tháng 11, hơn 208 quả bom loại này đã được thả xuống miền nam Gaza, không phân biệt những nơi được coi là vùng an toàn. Cuộc không kích các gia đình thường dân Palestine tại Deir al-Balah đã bị tố cáo là tội ác chiến tranh bởi Ân xá Quốc tế và LHQ.                        |
| Glencore                    | Thụy Sĩ    | Glencore là nhà cung cấp than và nhiên liệu hóa thạch chính cho Israel. Theo báo cáo của LHQ, các công ty con của họ là 15% nguồn cung nhập khẩu than của Israel giữa tháng 10 năm 2023 và 2024. |
| Google                      | Hoa Kỳ     | Năm 2021, Google và Amazon đạt được một thỏa thuận với chính phủ Israel trị giá 1,2 tỷ đô-la liên quan đến sáng kiến điện toán đám mây Project Nimbus. Tài liệu nội bộ của Google do ký giả Sam Biddle thu thập được tiết lộ rằng Google đã cung cấp cho Israel một số tính năng AI ưu việt, bao gồm nhận diện khuôn mặt, phân loại ảnh tự động, giám sát chuyển động, phân tích quan điểm về hình ảnh, giọng nói và văn bản. |
| HD Hyundai                  | Hàn Quốc   | HD Hyundai bị cáo buộc cung cấp trang thiết bị hạng nặng dùng để phá hủy nhà cửa đất đai thuộc quyền quản lý của người Palestine trong một báo cáo của chuyên gia LHQ vào tháng 6 năm 2025. |
| Honeywell                   | Hoa Kỳ     | Một trong những mảnh vỡ tìm thấy sau vụ không kích trường học Al-Sardi là thiết bị đo đạc quán tính do Honeywell sản xuất. |
| IBM                         | Hoa Kỳ     | Tháng 6 năm 2025, IBM bị nêu tên trong một báo cáo của chuyên gia LHQ vì vai trò "trung tâm trong guồng máy giám sát của Israel và sự tàn phá đang tiếp diễn ở Gaza." |
| Israel Aerospace Industries | Israel     | Xí nghiệp sản xuất vũ khí quốc doanh Israel Aerospace Industries (IAI) đã cung cấp nhiều hệ thống vũ khí chủ chốt cho quân đội Israel, trong đó bao gồm thiết bị bay không người lái Heron TP và xe thiết giáp Zibar cho các đơn vị tinh nhuệ. Trong một buổi điện đàm với các nhà đầu tư, CEO Boaz Levy tuyên bố rằng các thiết bị bay không người lái Heron "đóng vai trò mấu chốt" trong các cuộc tấn công của Israel, bao gồm các chiến dịch oanh kích đường không. |
| Leonardo                    | Ý          | Leonardo bị cáo buộc cung cấp vũ khí cho cuộc chiến tại Gaza trong một báo cáo của chuyên gia LHQ vào tháng 6 năm 2025. |
| Lockheed Martin             | Hoa Kỳ     | Lockheed Martin sản xuất và cung cấp cho Không quân Israel (IAF) chiến đấu cơ F-35I, một biến thể đặc biệt của F-35. F-35I được dùng trong các phi vụ không kích Gaza và thường mang theo 2 quả bom GBU-31(V)1 JDAM, từng được thả xuống bệnh viện tại Gaza. F-35I cũng được dùng để ném bom vùng nhân đạo Al-Mawasi, giết chết ít nhất 19 người. Lockheed Martin nêu bật sức mạnh của các cuộc không kích do Israel và Ukraina tiến hành nhằm quảng bá cho sản phẩm của mình và tăng lợi nhuận kỳ vọng trong tương lai. Tháng 6 năm 2025, một báo cáo của chuyên gia LHQ nêu tên Lockheed Martin là nhà cung cấp vũ khí cho Israel ở Gaza. |
| Maersk                      | Đan Mạch   | Maersk vận chuyển linh kiện, chi tiết máy, vũ khí, nguyên liệu thô và tiếp tay cho dòng lưu chuyển vũ khí của Mỹ cho Israel. |
| MBDA                        | Pháp       | Công ty con của MBDA tại Hoa Kỳ đã bán các linh kiện Boeing cấu thành bom GBU-39 được sử dụng trong các cuộc không kích thường dân, bao gồm trẻ em, của Israel trong cuộc chiến. |
| Meta                        | Hoa Kỳ     | Israel dùng Facebook để giảng dạy cách san phẳng hạ tầng dân sự ở Gaza cho những người lái xe ủi. Giáo sư John Reynolds của Đại học Maynooth cho rằng "đây có thể là một dạng hỗ trợ/tạo điều kiện cho các tội ác chiến tranh vi phạm luật nhân đạo quốc tế". |
| Microsoft                   | Hoa Kỳ     | Quân đội Israel đã vận dụng nền tảng điện toán đám mây Azure và dịch vụ AI của Microsoft trong cuộc chiến ở Gaza để xác định mục tiêu. Bộ Quốc phòng Israel là khách hàng quân sự lớn thứ hai của Microsoft. Tháng 6 năm 2025, Microsoft bị nêu tên trong một báo cáo của chuyên gia LHQ vì vai trò "trung tâm trong guồng máy giám sát của Israel và sự tàn phá đang tiếp diễn ở Gaza." |
| Oshkosh                     | Hoa Kỳ     | Oshkosh Corporation "xác nhận đã, và vẫn đang tiếp tục, bán trang bị cho [quân đội Israel] tại Gaza". Tháng 6 năm 2025, quỹ hưu trí Na Uy KLP thoái vốn khỏi Oshkosh vì sự liên can của công ty này đối với cuộc chiến tại Gaza. |
| Palantir                    | Hoa Kỳ     | Palantir Technologies cung cấp công cụ phân tích dữ liệu và trí tuệ nhân tạo (AI) cực kỳ tối tân cho quân đội Israel. Kể từ tháng 1 năm 2024, Palantir đã mở rộng hợp tác đáng kể với Israel, cung cấp các công nghệ AI mới nhất cho Bộ Quốc phòng nước này để hỗ trợ cuộc chiến tại Gaza. Phần mềm của Palantir đã được vận dụng để tăng cường khả năng nhắm bắn mục tiêu cho quân đội Israel, cho phép họ thả trúng ba quả bom gắn trên thiết bị bay không người lái vào các mục tiêu y tế rõ ràng mang phù hiệu. CEO Alex Karp là một người ủng hộ nhiệt thành Israel; ông từng khẳng định, "Tôi tự hào rằng chúng tôi ủng hộ Israel bằng bất kỳ cách nào có thể." Nhiều nhân viên của Karp đã bỏ việc để phản đối lập trường của ông này về Israel. Vào tháng 6 năm 2025, Palantir bị nêu tên trong một báo cáo của chuyên gia LHQ về động thái cung cấp "các công cụ AI" cho IDF, song không nêu cụ thể mục đích của chúng là gì. |
| Rheinmetall                 | Đức        | Rheinmetall và BAE Systems sản xuất lựu pháo M109 155 mm mà IDF sử dụng để nã vào các khu dân cư đông đúc ở Gaza. Ân xá Quốc tế cũng tìm thấy bằng chứng về việc nước này sử dụng đạn phốt-pho trắng trong các khẩu lựu pháo của mình. |
| Starlink                    | Hoa Kỳ     | Từ tháng 10 năm 2023, IDF đã đảm bảo kết nối với dịch vụ Starlink, công nghệ thông tin liên lạc trọng yếu sau cuộc tấn công ngày 7 tháng 10. Một số nguồn tin cho hay, việc cho phép sử dụng Starlink trong chiến dịch của Israel tại Dải Gaza vào tháng 2 năm 2024 đã trực tiếp hỗ trợ cho cuộc vây hãm bệnh viện Al-Shifa. |
| Vanguard                    | Hoa Kỳ     | Vanguard đã mua khoảng 500 triệu đô-la trái phiếu của chính phủ Israel kể từ cuộc tấn công ngày 7 tháng 10. Công ty này cũng bị nêu tên trong một báo cáo của chuyên gia LHQ với vai trò là nhà đầu tư tổ chức chủ lực cho các công ty bán vũ khí cho Israel. |
| Volvo                       | Thụy Điển  | Thông qua các đại lý được cấp phép, Volvo đã cung cấp nhiều loại máy móc hạng nặng, cụ thể là máy xúc và máy ủi, cho Israel nhằm phá hủy hạ tầng và nhà ở của dân Palestine, bao gồm khu cư ngụ Đông Jerusalem và các ngôi làng quanh Umm al-Khair, Hebron. Bất chấp lời biện minh của Volvo rằng, những cỗ máy này được Israel thu thập thông qua các đại lý bán lại và được dùng cho mục đích dân sự, một báo cáo của chuyên gia LHQ vẫn tố cáo công ty này là đồng lõa trong việc ủng hộ vật chất cho "hệ thống di dời", đồng thời cảnh cáo rằng các nhà cung cấp bị động vẫn sẽ trở thành nhân tố cổ súy cho hành vi chiếm đóng đất đai của Israel. |
| Woodward HRT                | Hoa Kỳ     | Các mảnh vỡ của bom GBU-39 tìm thấy tại hiện trường của vụ không kích trường học Al-Sardi chứng tỏ rằng Woodward HRT là công ty bán loại hung khí này cho Israel. |